# 西村恵信
西村 惠信（にしむら えしん、1933年（昭和8年） - ）は、日本の仏教学者。臨済宗妙心寺派の僧。花園大学名誉教授。同大学元学長。文学博士。滋賀県出身。東近江市の興福寺前住職。
花園大学仏教学部卒業。京都大学大学院文学研究科博士課程（宗教哲学専攻）修了。

## 経歴
1933年、滋賀県で生まれる。1956年に花園大学仏教学部（禅宗学）を卒業。1956年、南禅寺専門道場にて寒松軒紫山全慶老師に就いて参禅辨道 。
1960年、アメリカ・ペンシルヴェニア州ペンデルヒル宗教研究所に留学しキリスト教を研究した。1970年、京都大学大学院文学研究科博士課程（宗教哲学専攻）修了。
1970年、花園大学教授に就任、2002年に同大学の副学長を経て学長に就任。2005年、同大学名誉教授に就任。同年、禅文化研究所所長に就任。また2018年に仏教伝道協会より第52回仏教伝道文化賞を受賞する。

## 著書
- 禅心の光芒（禅文化研究所2021）
- 維摩経ファンタジー　－大乗仏教の思想に学ぶ（禅文化研究所2021）
- 坐る　－白隠禅師坐禅和讃を読む（禅文化研究所2014）
- 七十を過ぎてわかったこと（禅文化研究所2010）
- 禅語に学ぶ　生き方。死に方。（禅文化研究所2010）
- 十牛図　もうひとつの読み方（禅文化研究所2008）
- 臨済録をめぐる断章（禅文化研究所2006）
- 無門関プロムナード（禅文化研究所2004）
- 禅坊主の後ろ髪（禅文化研究所2003）
- 一休 ― 日本人のこころの言葉(創元社2011)
- 禅、「あるがまま」に生きる 知的生きかた(三笠書房2009)
- 第三期 禅語録傍訳全書（四季社2006-2007）監修

第一巻(ニ入四行論), 第二巻(六祖壇経), 第三巻(禅苑清規1), 第四巻(禅苑清規2), 第五巻(禅苑清規3), 第六巻(禅苑清規4)監修
- 一休さんの般若心経 小学館文庫(小学館2007)
- 無門関 〈上〉,〈下〉-禅心をつかむ二十一の方法 原書で知る仏典シリーズ(四季社2007)
- ちょっと困った時、いざという時の「禅語」100選 知的生きかた文庫仏楽学舎(三笠書房2007)
- 仏のことば一日一話-生きる力が涌いてくる！(PHP研究所2006)
- 狂雲一休-仮面師の素顔 チッタ叢書(四季社2006)
- 花のありか-禅話集(ノンブル社2005)
- 禅の体験と伝達-続禅学私記(ノンブル社2005)
- 仏教徒であることの条件-近代ヒューマニズム批判(法蔵館2004)
- いい子に育つ仏のことば(小学館2004)
- 無門関 ワイド版岩波文庫慧開(岩波書店2004)
- キリスト者と歩いた禅の道(法蔵館2001)
- 禅僧の生活 生活史叢書(雄山閣2000)
- 仏教を生きる(３)躍動する智慧(中央公論新社2000)
- 露の光るように ノンブル社心を語るシリーズ(ノンブル社1996)
- 人生は旅、そして別れ ― 三余居窓話(法蔵館1998)
- 夢中問答 ― 禅門修行の要領 ＮＨＫライブラリー(ＮＨＫ出版1998)
- 己事究明の思想と方法(法蔵館1993)
- 無門関 岩波文庫慧開(岩波書店1994)
- 鈴木大拙の原風景(大蔵出版1993)
- 夢中問答 ＮＨＫこころをよむ(ＮＨＫ出版1989)
- 白隠入門 -地獄を悟る(法蔵館1990)
- 私の十牛図(法蔵館1988)
- 禅林修行論(法蔵館1987)
- ケーブルカーのであうとき-わが子に語る人生論(ノンブル社1984)
- 迷いの風光(法蔵館1986)
- 大衆禅の時代(東方出版1983)
- 禅僧の生活 生活史叢書(雄山閣1983)
- 仏教とキリスト教との邂逅(春秋社1981)
- 禅学私記(春秋社1978)
- 宗教学入門-不信の時代を生きるために(創元社1979)
- 興禅護国論-傍訳栄西(四季社2002)
- 近・現代臨済禅僧逸事・禅話集成(1,2,3,4,5) (四季社2004-2005)
- 簡訳臨済宗読誦聖典(四季社1997)

## 論文
- CiNii>西村恵信
- INBUDS>西村恵信